# Romilla
Romilla (llamada antiguamente el Soto de Roma) es una localidad y pedanía española perteneciente al municipio de Chauchina, en la provincia de Granada, comunidad autónoma de Andalucía. Está situada en la parte occidental de la comarca de la Vega de Granada. Cerca de esta localidad se encuentran los núcleos de Cijuela, Chauchina capital, La Paz, Fuente Vaqueros y Láchar.

## Historia
El Soto de Roma tiene su origen en una antigua explotación agraria romana, de la que recibe el nombre.
Antiguamente llamaban a la gente de Romilla («pequeña Roma») "romanos", y de ahí el nombre "Pepe el Romano", un conocido personaje en la obra lorquiana 'La casa de Bernarda Alba'.
En las proximidades del núcleo se encuentra una torre de la época nazarí, llamada Torre de Romilla o de Roma, que se alza a 538 metros de altitud.
A finales del siglo XVIII, las tierras de Chauchina y sus inmediaciones pertenecían a la Corona, tituladas por Carlos IV. Y siendo Manuel Godoy dueño de unas dehesas y cuadras de cría de caballos en Aranjuez, aceptó la propuesta del rey para permutarlas por lo de la Vega de Granada. El soberano le enajenó este estado a perpetuidad, con su jurisdicción y vasallos, mediante Real Cédula del 27 de septiembre de 1795. De este modo Godoy añadió a sus títulos de príncipe de la Paz, duque de la Alcudia y de Sueca, barón de Mascalbó, etc., el de señor del Soto de Roma, que junto al de señor del estado de Albalá solía incluir en su titulatura.

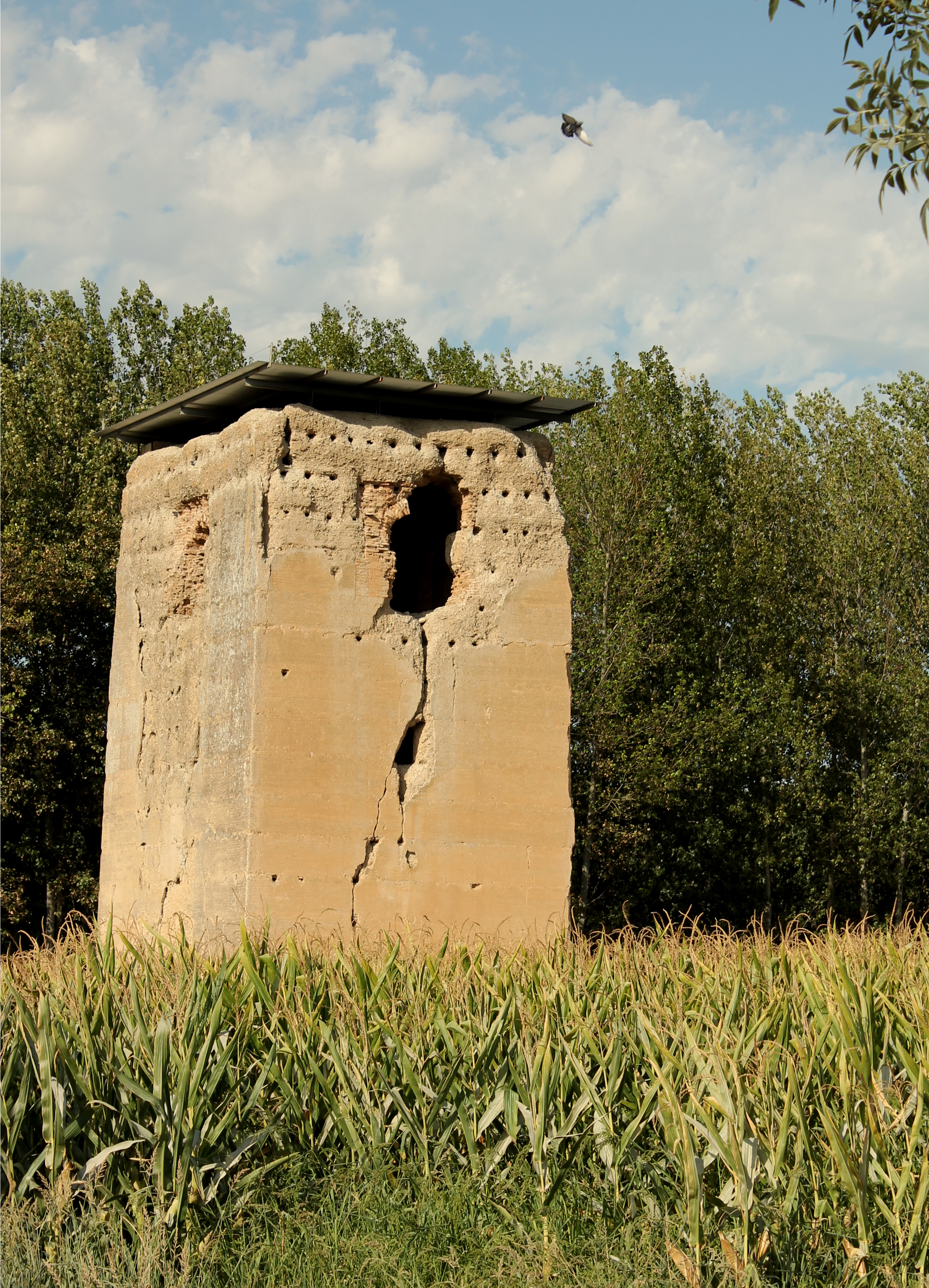
La Torre de Romilla

Godoy emprendió obras de ordenación en el cauce del río Genil, encargadas al ingeniero de puentes y caminos Agustín de Betancourt, e inició en estas tierras el cultivo extensivo de cáñamo para fabricar lonas, según refiere en el capítulo XLII de sus Memorias: «En esta última provincia de Granada, yo di el primer ejemplo de este cultivo en grande, dedicando a él más de seis mil marjales [320 Ha]».
En 1808, tras el Motín de Aranjuez, el nuevo rey Fernando VII depuso a Godoy y ordenó la confiscación de sus bienes, incluido el estado del Soto de Roma que se incorporó así de nuevo a la Corona. Finalizada la Guerra de la Independencia, y para premiar los servicios en ella prestados por el general Wellington, duque de Ciudad Rodrigo, se le concedió este estado como «donación libre y perpetua para sí y sus descendientes», mediante «Real» Decreto de las Cortes de Cádiz del 22 de julio de 1813. Esta donación incluyó la Dehesa Baja, una vasta propiedad sita en el vecino municipio de Íllora, en la que Godoy se había construido una casa de campo.
Después de los días de Wellington, sus descendientes fueron partiendo y vendiendo las tierras, conservando la casa de la Dehesa Baja hasta principios del siglo XX. Algunas de las fincas segregadas fueron compradas por los condes de Casa Valencia, que también habían adquirido en la zona grandes lotes de tierra procedentes de las Desamortizaciones de Mendizábal y Madoz. En 1915, el rey Alfonso XIII creó el título nobliario de conde de Romilla en favor de Juan Alcalá-Galiano y Osma, hijo de los IV condes de Casa Valencia.

## Demografía
Según el Instituto Nacional de Estadística de España, en el año 2024 Romilla contaba con 381 habitantes censados, lo que representa el 6,59% de la población total del municipio.

### Evolución de la población
| Gráfica de evolución demográfica de Romilla entre 2014 y 2024 |
|                                                               |
| Datos según el nomenclátor publicado por el INE.              |

## Comunicaciones

### Carreteras
Las principales vías de comunicación que transcurren por esta localidad son:
| Identificador | Denominación           | Itinerario          |
| ------------- | ---------------------- | ------------------- |
| A-92          | Autovía A-92           | Sevilla - Almería   |
| GR-3404       | De Chauchina a Romilla | Chauchina - Romilla |

Algunas distancias entre Romilla y otras ciudades:
| Ciudades  | Distancia (km) |
| --------- | -------------- |
| Chauchina | 2              |
| Santa Fe  | 8              |
| Granada   | 21             |
| Jaén      | 98             |
| Almería   | 174            |
| Murcia    | 294            |

### Autobús
En la actualidad existe una línea de autobús del Consorcio de Transporte Metropolitano del Área de Granada que conecta Romilla con el centro de la capital:
- Línea 242: Granada - Bobadilla - Santa Fe - El Jau - Chauchina - Romilla - Cijuela - Láchar.

### Aeropuerto
El Aeropuerto Federico García Lorca se encuentra a 1 km de la localidad. Por la proximidad a las instalaciones aeroportuarias, Romilla —al igual que el resto de poblaciones cercanas— se ve afectado por pequeñas cuotas de contaminación acústica, provocada por el ruido de las aeronaves en las maniobras de despegue y aterrizaje.

## Servicios públicos

### Sanidad
Romilla cuenta con un consultorio médico de atención primaria situado en la calle Águila s/n, dependiente del Distrito Sanitario Metropolitano de Granada. El servicio de urgencias está en el centro de salud de Santa Fe y el área hospitalaria de referencia es el Hospital Ruiz de Alda de Granada capital.

### Educación
El único centro educativo que hay en la localidad es:
| Denominación Genérica | Nombre del Centro           | Naturaleza | Dirección      |
| --------------------- | --------------------------- | ---------- | -------------- |
| Colegio Público Rural | C.P.R. "Fuente de la Reina" | Público    | C/ Águila, s/n |

## Personas célebres
- José Bullejos (1899-1975), Secretario General del PCE.